# Минаб (река)
Мина́б (перс. میناب‎) — река в провинции Хормозган на юге Ирана на северном побережье Персидского залива.
Это одна из полноводных и самых крупных рек южной части страны, которую образуют две реки: Рудханейе-Рудан и Рудханейе-Джегин, они сливаются близ деревни Келат на высоте 145 м. Река Рудханейе-Рудан берёт начало в горах Глашгард на западе города Кехнудж, река Рудханейе-Джегин — с юго-восточных высот Мануджана. Город Минаб располагается на обоих берегах реки, что делает его зелёным и привлекательным для посещения туристами. Река Минаб впадает в Ормузский пролив недалеко от города Сирик. Здесь произрастают вечнозелёные лиственные леса — мангры.

## Водохранилище

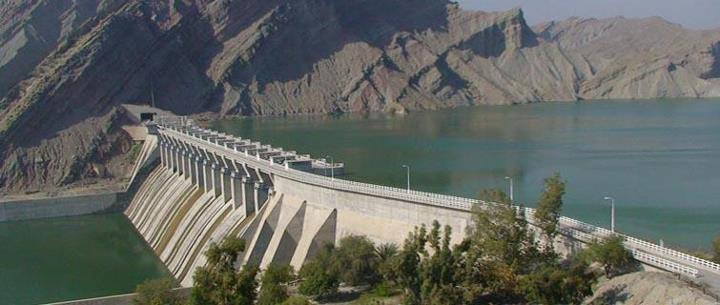
Водохранилище Минаб

Река перегорожена двухкилометровой плотиной. Исследования для её постройки проводились в 1960 году, а в 1975 году начались первые работы. В 1984 году водохранилище было сдано в эксплуатацию. Дамба составляет 59 метров в высоту. Она была сооружена для защиты территорий культивирования от затоплений. Дамба формирует водохранилище, которое способствует озеленению близлежащей территории, в частности, водой снабжаются промышленные предприятия и сельскохозяйственные угодья городов Бендер-Аббас и Минаб. Большой объём запасов водохранилища используется как источник питьевой воды.

## Растительный и животный мир
По обоим берегам реки раскинулись пальмовые рощи и другие дикие деревья. В период половодья река Минаб прекрасно удобряет почву и способствует ещё более буйному развитию растительности на своих берегах. Она по-настоящему украшает всю провинцию, делает её уникальной среди других, так как большая часть Ирана страдает от нехватки водных ресурсов. Эта территория также славится богатым сельскохозяйственным урожаем и креветками из Ормузского пролива.
Река Минаб одна из самых привлекательных достопримечательностей и популярных рекреационных ресурсов Ирана. Она играет важную роль во внутренней транспортной системе провинции Хормозган, а также приносит большой улов местным рыбакам. В последние годы уровень воды в ней значительно уменьшился из-за бурения скважин в бассейне реки Рудханейе-Рудан.